# Immanuel Quickley
Immanuel Jaylen Quickley, né le 17 juin 1999 à Havre de Grace dans le Maryland, est un joueur américain de basket-ball évoluant aux postes de meneur et arrière.

## Biographie

### Knicks de New York (2020-2023)
Il est sélectionné en 25e position de la draft 2020 de la NBA par le Thunder d'Oklahoma City puis envoyé dans la foulée aux Knicks de New York. Après sa bonne première saison avec les Knicks, il est nommé dans la NBA All-Rookie Second Team.

### Raptors de Toronto (depuis 2024)
Fin décembre 2023, il est transféré vers les Raptors de Toronto avec R. J. Barrett contre OG Anunoby, Malachi Flynn et Precious Achiuwa.
Agent libre à l'été 2024, il choisit de prolonger avec les Raptors pour 175 millions de dollars sur 5 saisons.

## Palmarès

### Universitaire
- SEC Player of the Year – Coaches en 2020
- First-team All-SEC en 2020

### NBA
- NBA All-Rookie Second Team en 2021

## Statistiques

### Universitaires
| Saison    | Équipe   | Matchs | Titul. | Min./m | % Tir | % 3pts | % LF | Rbds/m. | Pass/m. | Int/m. | Ctr/m. | Pts/m. |
| --------- | -------- | ------ | ------ | ------ | ----- | ------ | ---- | ------- | ------- | ------ | ------ | ------ |
| 2018-2019 | Kentucky | 37     | 7      | 18,5   | 37,2  | 34,5   | 82,8 | 1,80    | 1,20    | 0,40   | 0,00   | 5,20   |
| 2019-2020 | Kentucky | 30     | 20     | 33,0   | 41,7  | 42,8   | 92,3 | 4,20    | 1,90    | 0,90   | 0,10   | 16,10  |
| Carrière  | Carrière | 67     | 27     | 25,0   | 40,3  | 39,7   | 89,5 | 2,90    | 1,50    | 0,60   | 0,10   | 10,10  |

### Professionnelles

#### Saison régulière
| Saison    | Équipe   | Matchs | Titul. | Min./m | % Tir | % 3pts | % LF | Rbds/m. | Pass/m. | Int/m. | Ctr/m. | Pts/m. |
| --------- | -------- | ------ | ------ | ------ | ----- | ------ | ---- | ------- | ------- | ------ | ------ | ------ |
| 2020-2021 | New York | 64     | 3      | 19,4   | 39,5  | 38,9   | 89,1 | 2,10    | 2,00    | 0,50   | 0,20   | 11,40  |
| 2021-2022 | New York | 78     | 3      | 23,1   | 39,2  | 34,6   | 88,1 | 3,20    | 3,50    | 0,70   | 0,00   | 11,30  |
| 2022-2023 | New York | 81     | 21     | 28,9   | 44,8  | 37,0   | 81,9 | 4,20    | 3,40    | 1,00   | 0,20   | 14,90  |
| 2023-2024 | New York | 30     | 0      | 24,0   | 45,4  | 39,5   | 87,2 | 2,60    | 2,50    | 0,50   | 0,10   | 15,00  |
| Carrière  | Carrière | 253    | 27     | 24,1   | 42,1  | 37,0   | 86,1 | 3,20    | 3,00    | 0,70   | 0,10   | 12,90  |

#### Playoffs
| Saison   | Équipe   | Matchs | Titul. | Min./m | % Tir | % 3pts | % LF | Rbds/m. | Pass/m. | Int/m. | Ctr/m. | Pts/m. |
| -------- | -------- | ------ | ------ | ------ | ----- | ------ | ---- | ------- | ------- | ------ | ------ | ------ |
| 2021     | New York | 5      | 0      | 15,4   | 30,3  | 36,4   | 71,4 | 1,40    | 1,00    | 0,60   | 0,00   | 5,80   |
| 2023     | New York | 8      | 0      | 21,9   | 34,8  | 24,3   | 85,0 | 1,60    | 1,00    | 0,50   | 0,00   | 9,00   |
| Carrière | Carrière | 13     | 0      | 19,4   | 33,3  | 27,1   | 81,5 | 1,50    | 1,00    | 0,50   | 0,00   | 7,80   |

## Records sur une rencontre en NBA
Les records personnels d'Immanuel Quickley en NBA sont les suivants, :
| Type de statistique        | Saison régulière | Saison régulière      | Saison régulière | Playoffs | Playoffs        | Playoffs    |
| Type de statistique        | Record           | Adversaire            | Date             | Record   | Adversaire      | Date        |
| -------------------------- | ---------------- | --------------------- | ---------------- | -------- | --------------- | ----------- |
| Points                     | 40               | Rockets de Houston    | 27 mars 2023     | 11       | Hawks d'Atlanta | 2 juin 2021 |
| Paniers marqués            | 15               | @ Celtics de Boston   | 5 mars 2023      | 4        | Hawks d'Atlanta | 23 mai 2021 |
| Paniers tentés             | 28               | @ Celtics de Boston   | 5 mars 2023      | 9        | Hawks d'Atlanta | 26 mai 2021 |
| Paniers à 3 points réussis | 7                | 2 fois                | 2 fois           | 2        | 2 fois          | 2 fois      |
| Paniers à 3 points tentés  | 13               | 2 fois                | 2 fois           | 4        | Hawks d'Atlanta | 26 mai 2021 |
| Lancers francs réussis     | 14               | @ Bucks de Milwaukee  | 5 avril 2024     | 5        | Hawks d'Atlanta | 2 juin 2021 |
| Lancers francs tentés      | 15               | @ Bucks de Milwaukee  | 5 avril 2024     | 6        | Hawks d'Atlanta | 2 juin 2021 |
| Rebonds offensifs          | 3                | 3 fois                | 3 fois           | -        | -               | -           |
| Rebonds défensifs          | 14               | Hawks d'Atlanta       | 2 novembre 2022  | 3        | Hawks d'Atlanta | 26 mai 2021 |
| Rebonds totaux             | 16               | Hawks d'Atlanta       | 2 novembre 2022  | 3        | Hawks d'Atlanta | 26 mai 2021 |
| Passes décisives           | 18               | @ Suns de Phoenix     | 7 mars 2024      | 3        | Hawks d'Atlanta | 23 mai 2021 |
| Interceptions              | 3                | 2 fois                | 2 fois           | 2        | Hawks d'Atlanta | 2 juin 2021 |
| Contres                    | 3                | @ Kings de Sacramento | 22 janvier 2021  | -        | -               | -           |
| Balles perdues             | 4                | 3 fois                | 3 fois           | 3        | Hawks d'Atlanta | 2 juin 2021 |
| Minutes jouées             | 55               | @ Celtics de Boston   | 5 mars 2023      | 21       | Hawks d'Atlanta | 23 mai 2021 |

- Double-double : 19
- Triple-double : 2

Dernière mise à jour : 3 janvier 2024